# Fouquieria shrevei
Fouquieria shrevei är en tvåhjärtbladig växtart som beskrevs av Ivan Murray Johnston. Fouquieria shrevei ingår i släktet Fouquieria och familjen Fouquieriaceae. Inga underarter finns listade i Catalogue of Life.